# 統一神学校
統一神学校（英語: Unification Theological Seminary）は、ダッチェス郡 (ニューヨーク州)ベリータウンに本部を置くアメリカ合衆国の私立大学。1975年創立、1975年大学設置。大学の略称はUTS。
世界平和統一家庭連合（統一協会）がカトリックの教育団体クリスチャン・ブラザーズから買収し、1975年9月20日開校した。統一協会の主な神学校である統一神学校の創立目的は、統一協会内の指導者及び神学者を養成することであるとされている。 マンハッタン中心部にはエクステンション・センターがある。
統一神学校は中部諸州高等教育委員会（英語:Middle States Commission on Higher Education）により1996年に初めて地域認定団体としての評価を受け、2016年に再認定されている。
2003年時点で、世界各地から約120人が留学に来ており、大韓民国と日本の統一協会信者がその多数を占めていた。信仰的、宗教的背景の異なる生徒の数も増えている。神学校の教授陣には、ラビ、シャイフ、メソジストの牧師、長老派教会員、カトリック教会司祭もおり、多様な宗教的背景を持つ教員が教鞭を執っている。